# 2503 Ляонін
2503 Ляонін (2503 Liaoning) — астероїд головного поясу, відкритий 16 жовтня 1965 року.
Тіссеранів параметр щодо Юпітера — 3,632.